# Adarnase I de Iberia

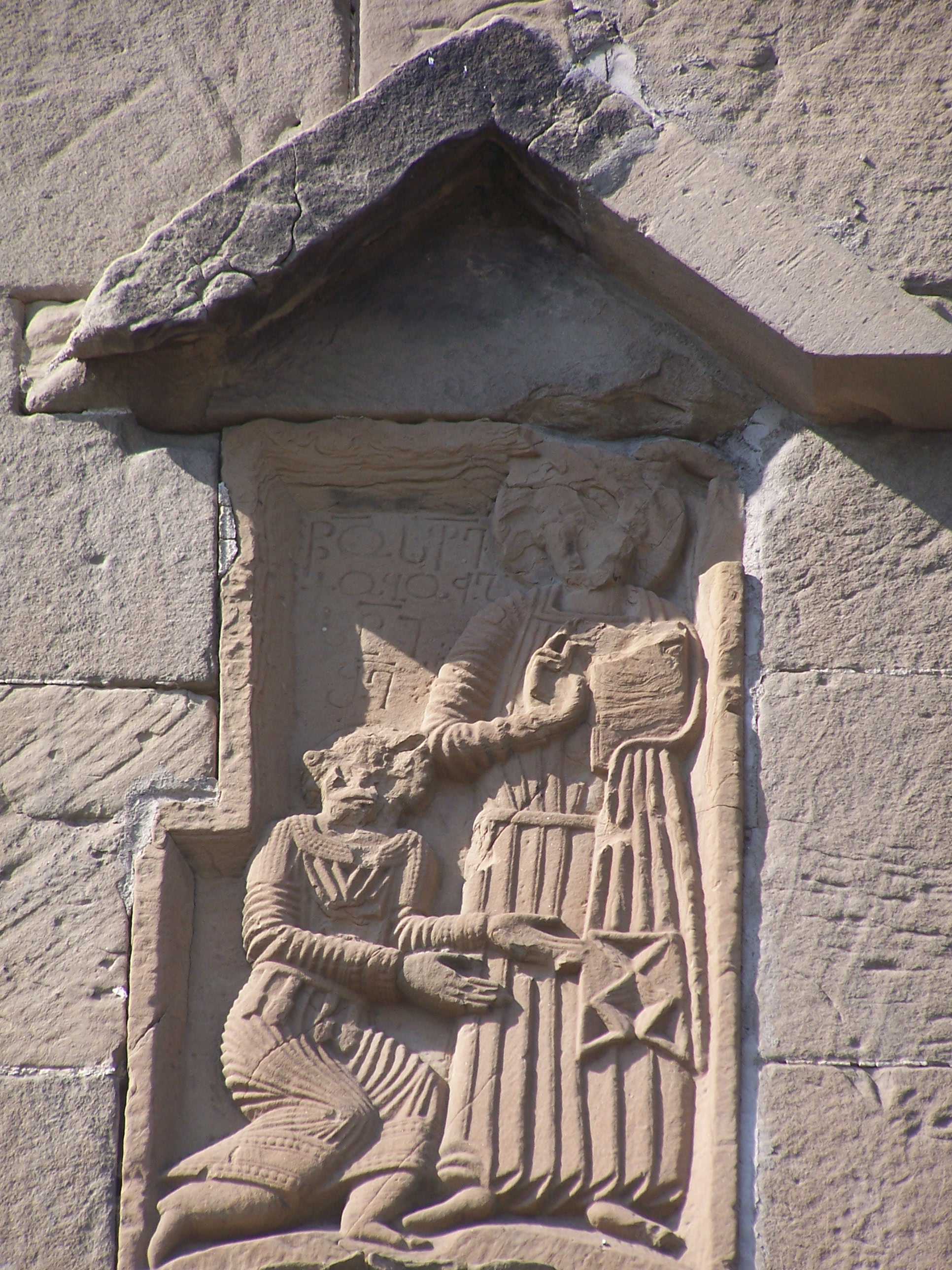
Un bajorrelieve de Mtskheta que representa a Adarnase rezo ante Jesús.

Adarnase I (en georgiano: ადარნასე I) o Adrnerse (ადრნერსე, también transliterado como Atrnerseh), de la dinastía Cosroida dinastía, fue príncipe presidente de Iberia (Kartli, Georgia oriental) de 627 a 637/642. 
Era hijo de Bakur III, último rey de Iberia, y duque hereditario (eristavi) de Kajetia. En 627, asistió al ejército bizantino-jázaro en el asedio de Tbilisi y fue hecho gobernante de Iberia por el emperador bizantino Heraclio que hizo ejecutar al príncipe Esteban, pro-sasánida. En algún momento entre 637 y 642 (i.e., después de la batalla de al-Qādisiyyah y antes de la de Nihawānd), se unió al príncipe albanés Javanshir en un ataque a las guarniciones iraníes en Albania.
Según el historiador del siglo VII Movses Daskhurantsi, Adarnase llevó tres títulos bizantinos. Está identificado por el historiador de arte Wachtang Djobadze con el cónsul honorario Adarnase (Adrnerse hypatos) recordado en una inscripción del monasterio de Jvari en Mtsjeta, Georgia. Cyril Toumanoff afirma, sin embargo, que este Adrnerse es de hecho Adarnase II activo a finales del VII. Sus otros títulos probablemente pueden haber sido los de patricio y quizás stratelates.